# ۱۶۱ (پیش از میلاد)
۱۶۱ (پیش از میلاد) ۱۶۱مین سال قبل از تقویم میلادی است.